# Terrore sul mondo
Terrore sul mondo (Hantise sur le monde) è un romanzo di fantascienza del 1953 dello scrittore francese Henri René Guieu con lo pseudonimo di Jimmy Guieu. 

## Trama
Dopo una spaventosa guerra atomica che ha quasi distrutto la Terra, nel 1993 il pianeta sta attraversando un periodo di pace e di ricostruzione. Un gruppo di uomini, decisi a diventare i padroni del mondo, si allea con i Kerbaniani, mostruose creature del pianeta Wolf 359 ed attaccano il pianeta servendosi del "Flagello Fulminante". La popolazione terrestre viene quasi completamente decimata e i pochi sopravvissuti si ritrovano a dover combattere per salvare la propria vita e quella della razza umana. 

## Edizioni
- Jimmy Guieu, Terrore sul mondo, collana Urania n° 21, Arnoldo Mondadori Editore, 1953.